# Tanta
Tanta (Arabisch: طنطا) is de op vier na grootste stad van Egypte. Het is de hoofdstad van de provincie Gharbiyah en ligt in het noordoosten van Egypte. Het heeft een bevolking van 665.000 mensen  World population review 2023.
De stad bevindt zich in de delta van de rivier de Nijl en is ook de grootste stad in de delta. Het is een belangrijk spoorwegknooppunt en is gelegen aan de hoofdweg die Caïro en Alexandrië verbindt.
De voornaamste industrieën in Tanta zijn textiel, voedsel, tabaksproducten en olie. In 1972 werd er de Universiteit van Tanta opgericht. Ook bevindt zich er de moskee met het graf van sjeik Ahmad al-Badawī, een moslimheilige uit de 11e eeuw, stichter van de Badawiyya-orde.
In 2017 werd in de stad tijdens Pasen een aanslag gepleegd op koptische christenen.